# غذاخوری تام
غذاخوری تام (به انگلیسی: Tom's Diner) تک‌آهنگی از هنرمند اهل ایالات متحده آمریکا سوزان وگا است که ۱ آوریل ۱۹۸۷ منتشر شد.
این تک‌آهنگ در چارت‌های اتریش و آلمان در رتبهٔ اول و در چارت‌های استرالیا، فنلاند و نیوزیلند جزو ده ترانهٔ اول قرار گرفت.

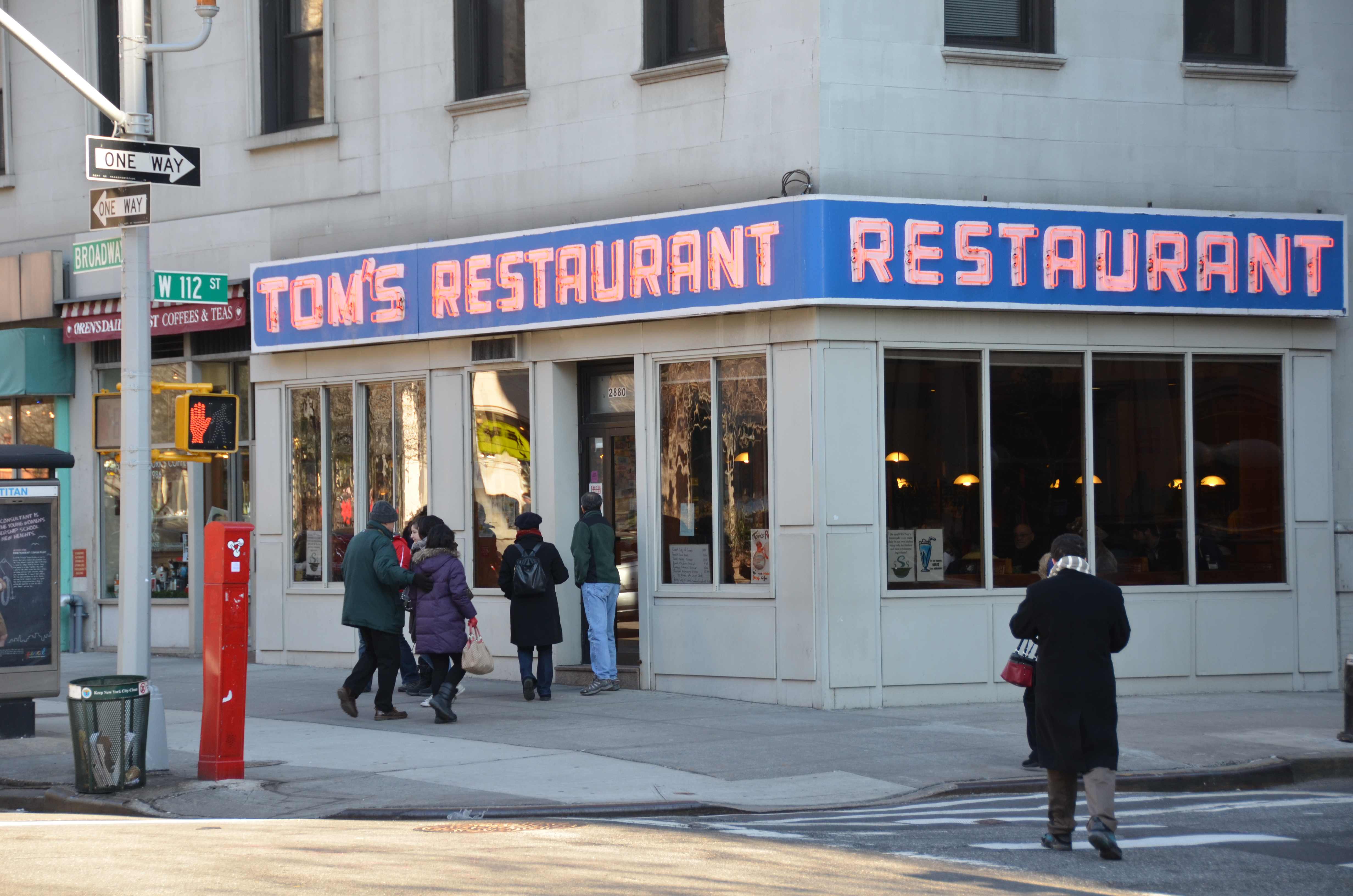
تصویر واقعی از رستوران تام